# Margit Daver
Ruth Margit Ellen Daver-Sinai, född 6 februari 1918 i Stockholm, död 12 april 2012, var en svensk konstnär.
Hon var dotter till Carl Erik Daver och hans hustru Ellen Maria. Daver studerade för Otte Sköld samt under resor till Frankrike och Italien. Hon medverkade i samlingsutställningar med Sveriges allmänna konstförening. Hennes konst består av stadsmotiv och landskap från bland annat Normandie. 